# 条件熵
在信息论中，条件熵描述了在已知第二个随机变量 {\displaystyle X} 的值的前提下，随机变量 {\displaystyle Y} 的信息熵还有多少。同其它的信息熵一样，条件熵也用Sh、nat、Hart等信息单位表示。基于 {\displaystyle X} 條件的 {\displaystyle Y} 的信息熵，用 {\displaystyle \mathrm {H} (Y|X)} 表示。

## 定义
如果 {\displaystyle \mathrm {H} (Y|X=x)} 爲變數 {\displaystyle Y} 在變數 {\displaystyle X} 取特定值 {\displaystyle x} 條件下的熵，那麼 {\displaystyle \mathrm {H} (Y|X)} 就是 {\displaystyle \mathrm {H} (Y|X=x)} 在 {\displaystyle X} 取遍所有可能的 {\displaystyle x} 後取平均的結果。
给定随机变量 {\displaystyle X} 与 {\displaystyle Y}，定義域分別爲 {\displaystyle {\mathcal {X}}} 與 {\displaystyle {\mathcal {Y}}}，在給定 {\displaystyle X} 條件下 {\displaystyle Y} 的條件熵定義爲：
{\displaystyle {\begin{aligned}\mathrm {H} (Y|X)\ &\equiv \sum _{x\in {\mathcal {X}}}\,p(x)\,\mathrm {H} (Y|X=x)\\&=-\sum _{x\in {\mathcal {X}}}p(x)\sum _{y\in {\mathcal {Y}}}\,p(y|x)\,\log \,p(y|x)\\&=-\sum _{x\in {\mathcal {X}}}\sum _{y\in {\mathcal {Y}}}\,p(x,y)\,\log \,p(y|x)\\&=-\sum _{x\in {\mathcal {X}},y\in {\mathcal {Y}}}p(x,y)\log \,p(y|x)\\&=-\sum _{x\in {\mathcal {X}},y\in {\mathcal {Y}}}p(x,y)\log {\frac {p(x,y)}{p(x)}}.\\&=\sum _{x\in {\mathcal {X}},y\in {\mathcal {Y}}}p(x,y)\log {\frac {p(x)}{p(x,y)}}.\\\end{aligned}}}
注意： 可以理解，對於確定的 c>0，表達式 0 log 0 和 0 log (c/0) 應被認作等於零。
當且僅當 {\displaystyle Y} 的值完全由 {\displaystyle X} 確定時，{\displaystyle \mathrm {H} (Y|X)=0}。相反，當且僅當 {\displaystyle Y} 和 {\displaystyle X} 爲獨立隨機變數時{\displaystyle \mathrm {H} (Y|X)=\mathrm {H} (Y)}。

## 链式法则
假設兩個隨機變數 X 和 Y 確定的組合系統的聯合熵爲 {\displaystyle \mathrm {H} (X,Y)}，即我們需要 {\displaystyle \mathrm {H} (X,Y)} bit的信息來描述它的確切狀態。
現在，若我們先學習 {\displaystyle X} 的值，我們得到了 {\displaystyle \mathrm {H} (X)} bits的信息。
一旦知道了 {\displaystyle X}，我們只需 {\displaystyle \mathrm {H} (X,Y)-\mathrm {H} (X)} bits來描述整個系統的狀態。
這個量正是 {\displaystyle \mathrm {H} (Y|X)}，它給出了條件熵的链式法则：
{\displaystyle \mathrm {H} (Y|X)\,=\,\mathrm {H} (X,Y)-\mathrm {H} (X)\,.}
链式法则接著上面條件熵的定義：
{\displaystyle {\begin{aligned}\mathrm {H} (Y|X)&=\sum _{x\in {\mathcal {X}},y\in {\mathcal {Y}}}p(x,y)\log {\frac {p(x)}{p(x,y)}}\\&=-\sum _{x\in {\mathcal {X}},y\in {\mathcal {Y}}}p(x,y)\log \,p(x,y)+\sum _{x\in {\mathcal {X}},y\in {\mathcal {Y}}}p(x,y)\log \,p(x)\\&=\mathrm {H} (X,Y)+\sum _{x\in {\mathcal {X}}}p(x)\log \,p(x)\\&=\mathrm {H} (X,Y)-\mathrm {H} (X).\end{aligned}}}

## 貝葉斯規則
條件熵的貝葉斯規則表述爲
{\displaystyle H(Y|X)\,=\,H(X|Y)-H(X)+H(Y)\,.}
證明. {\displaystyle H(Y|X)=H(X,Y)-H(X)} and {\displaystyle H(X|Y)=H(Y,X)-H(Y)}。對稱性意味著 {\displaystyle H(X,Y)=H(Y,X)}。將兩式相減即爲貝葉斯規則。

## 推广到量子理论
在量子信息论中，条件熵都概括为量子条件熵。